# باشگاه فوتبال پالانگا
باشگاه فوتبال پالانگا (انگلیسی: FK Palanga) یک باشگاه فوتبال در پالانگا، لیتوانی است.
این باشگاه که در سال ۲۰۱۱ تاسیس شده در سال ۲۰۱۷ قهرمان لیگ آ فوتبال لیتوانی شده است.

## تاریخچه
این تیم پ در سال 2010 تاسیس شد و اولین تیم خود را در سال 2011 به سطح سوم آنترا لیگا معرفی کرد.
پالانگا با قدرت شروع کرد و در سال اول بدون شکست این قهرمانی را به دست آورد. در نتیجه پیروزی آنها، آنها در سال 2012 به لیگ برتر (رده دوم) صعود کردند.
پالانگا برای سه سال آینده فلات شد و در انتهای هر جایگاه ایستاد.
این در سال 2015 تغییر کرد زیرا آنها به قدرت رسیدند. مالکیت باشگاه تغییر کرد و امتیازات آنها شروع به بهبود کرد. در لیگ فوتبال لیتوانی I (متشکل از 18 تیم)، آنها پنجم شدند.
این باشگاه در سال 2016 در جایگاه دوم قرار گرفت.
در سال 2017، آنها I Lyga را بردند و به A Lyga، بخش برتر لیتوانی ارتقا یافتند. برای جشن ارتقاء آنها، باشگاه با لوگوی جدید و رنگ های جدید آبی و سفید تغییر نام داد. لوگوی جدید "1957" را نشان می دهد، که زمانی بود که اولین باشگاه فوتبال در پالانگا تاسیس شد.
در سال 2019، این تیم در رتبه هفتم A Lyga قرار گرفت و در سری پلی آف با تیم DFK Dainava نایب قهرمان Pirma Lyga روبرو شد. آنها در مجموع 5-0 در پلی آف صعود پیروز شدند و جایگاه خود را در A Lyga حفظ کردند.
آماده سازی برای فصل 2019 با امضای قرارداد با آرتیوم گورلوف و الکساندر اوشاخین، مدیران روسی، که جایگزین والداس تراکیس مستعفی قبلی شده بودند، آغاز شد.
در تابستان 2019، ویاچسلاو گراشنکو سرمربی جدید شد و آلگیمانتاس بریونیس به عنوان کمک مربی در 21 ژوئیه 2019 به این تیم ملحق شد  .